# Probierkunst

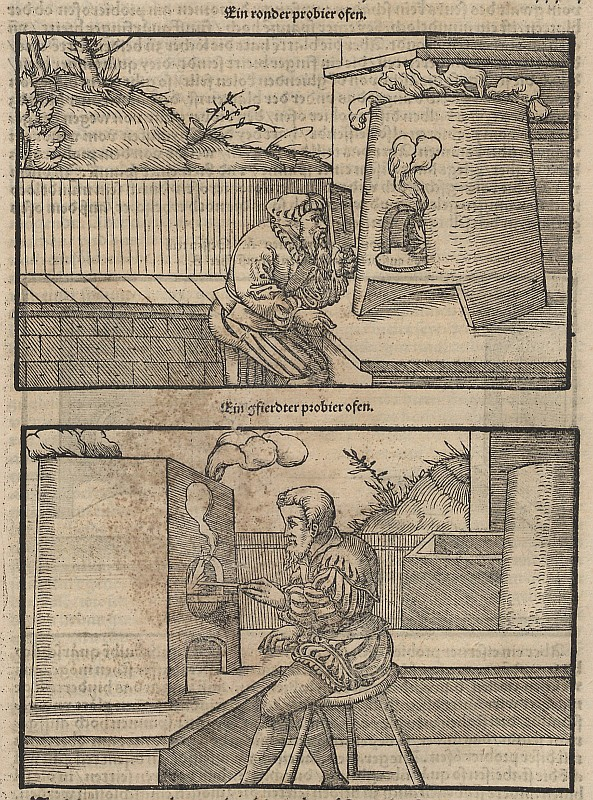
Probierer vor einem Probierofen

Als Probierkunst oder Dokimastik bezeichnet man im Hüttenwesen die Kenntnis und die Anwendung von Mitteln und Verfahren, um bei Mineralien und bei Produkten der Schmelzhütten in kurzer Zeit die Inhaltsstoffe zu bestimmen. Die Probierkunst ist der Vorläufer der analytischen Chemie.

## Grundlagen
Bei der Probierkunst handelt es sich um eine alte Wissenschaft. Mit Hilfe verschiedener Methoden wurde hierbei der Feingehalt an Edelmetallen in einer Erzprobe ermittelt. Im Altertum waren mineralische Säuren noch nicht bekannt, deshalb wurden mittels eines Schmelzprozesses die unedlen von den edlen Metallen abgetrennt. Bei dieser trockenchemischen Methode wurde goldhaltiges Erz mit einem bleihaltigen Aufschlussmittel versehen und eingeschmolzen. In einem Treibprozess wurde das Blei anschließend verdampft und der Goldanteil der Probe gravimetrisch bestimmt. Diese quantitative Methode wird bereits im Alten Testament an mehreren Stellen erwähnt. Später wurden andere Bestimmungsmethoden entwickelt und angewendet.
Angewendet wurde die Probierkunst im europäischen Mittelalter und der frühen Neuzeit von staatlichen Beamten, den Wardeinen. Die Grundsätze und Regeln der Probierkunst wurden in ein Probierbuch eingetragen, welches die Probierer führten. Die einzelnen Untersuchungen führte der Probierer oft in einem Probierhaus durch. Als Lohn erhielt der Probierer die Probiergebühr.

## Arbeitsabläufe
Die Arbeit beim Probieren lief in mehreren Schritten ab. Zunächst nahm der Probierer eine Probe (Probiergut) von der zu überprüfenden Ware. Die Probe wurde durch weitere Aufbereitungsschritte wie Trocknen, Zerkleinern oder Sieben vorbereitet. Anschließend wurde die Probe gewogen, dieses Wiegen erfolgte mehrmals im Arbeitsablauf. Als Nächstes kamen die analytischen Operationen, die in den Anfängen der Probierkunst auf trockenem Weg im Probierofen erfolgten. Es wurden auch nasse Analysen unter Einsatz von Chemikalien durchgeführt.

## Werkzeuge und Geräte

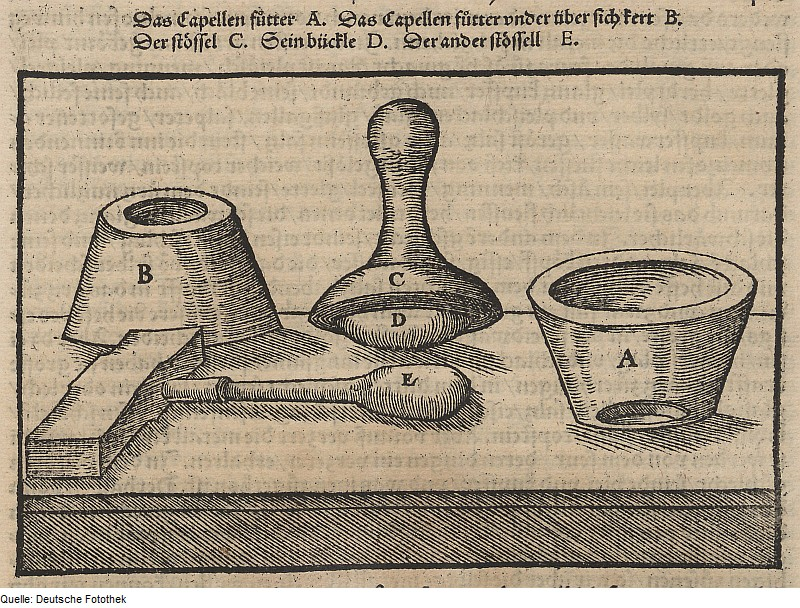
Probiergefäße

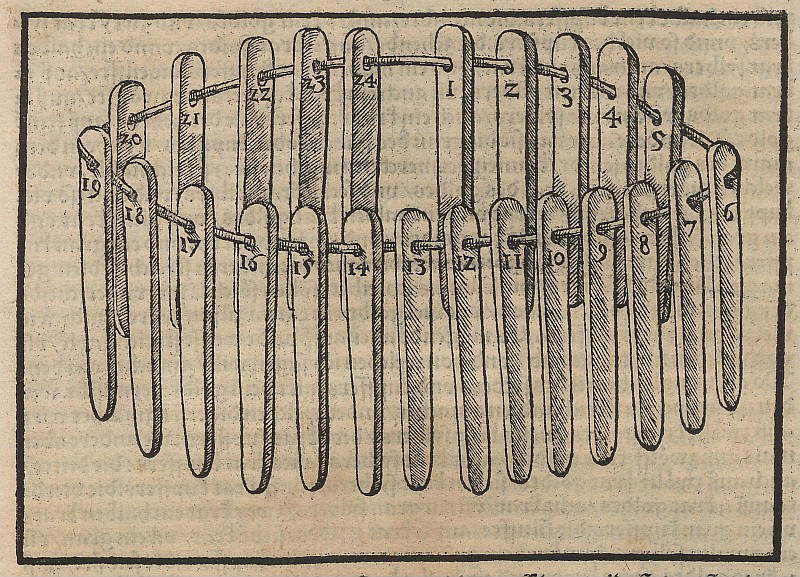
Probiernadeln

Für die Anwendung der Probierkunst standen dem Probierer eine Reihe von Werkzeugen und Geräten zur Verfügung, die je nach Arbeitsschritt zur Anwendung kamen. Es waren dies der Probierscheffel, der Probierstein, die Probiernadel, die Probierwaage, die Probiergewichte, die Probierschälchen, die Probierkluft, die Probierschirbel, der Probierofen und das Probierblech.
Der Probierscheffel war ein Behälter mit einem genau bestimmten Rauminhalt, dieses Maß wurde auf der Joachimsthaler Hütte eingeführt. In den Probierscheffel füllte der Probierer die vom Erzhaufen genommenen Erzproben.
Der Probierstein oder Streichstein war ein schwarzer, nicht allzu harter Stein, der beim Begießen mit Scheidewasser nicht schäumte und der vom Scheidewasser nicht angegriffen wurde. Der Stein wurde verwendet, um den Mischungsgrad des Metallstückes festzustellen. Dazu wurde jeweils mit einer Probiernadel und mit dem zu untersuchenden Metallstück ein Strich auf den Stein gezogen. An der Ähnlichkeit der Strichfarbe konnte der Probierer Rückschlüsse auf die Metallzusammensetzung ziehen.
Mit der Probierwaage wurden die jeweiligen Gewichte der Proben bestimmt. Jeder Probierer hatte mindestens zwei Probierwaagen. Eine Waage diente als Einwiegwaage, um das Probiermehl einzuwiegen. Die andere Waage diente als Kornwaage, um die ausgebrachten Körner zu wiegen. Einige Probierer hatten zusätzlich eine dritte Waage, um die Bleigewichte abzuwiegen.
Die Probiergewichte waren unterschiedlich schwere Gewichte, die beim Abwiegen eingesetzt wurden. Es gab das gemeine Probiergewicht, das Markgewicht und das Pfenniggewicht, das auch Richtpfennig genannt wurde. Daneben gab es noch den Probiercentner, das war ein in mehrere gleichschwere Teilgewichte aufgeteilter Centner.
Die Probierschälchen (Probierschälgen) waren kleine Schälchen aus Kupfer, die in die Waagschalen der Einwiegwaage gesetzt wurden. In diese Schälchen wurde mit einem Löffel das Probiermehl eingefüllt.
Die Probierkluft war eine Art Zange mit einem Rückstellmechanismus. Durch Federkraft wurde die Probierkluft nach dem Zusammendrücken wieder auseinander gedrückt. Mit der Probierkluft legte der Probierer die jeweiligen Probierschirbel in den Probierofen oder nahm sie aus dem Ofen heraus.
Die Probierschirbel oder Probiernäpfgen sind kleine feuerfeste Gefäße, in die das mit Zusatzstoffen (Probierblei) vermengte Probiermehl gefüllt wurde. Anschließend wurden die Probierschirbel in den Probierofen gesetzt, bis das Probiermehl durch die Hitze des Feuers verschlackte.
Der Probierofen war ein kleiner Ofen, der aus Backsteinen oder aus starkem Blech gebaut war. In dem Ofen wurden die jeweiligen Proben geschmolzen und verschlackt.
Das Probierblech war eine Tafel, die aus Kupfer oder Eisen bestand. In das Probierblech wurden die verschlackten Proben gegossen und nach dem Erkalten mit einem Stiel zerkleinert.

## Hilfsmaterialien
Als Hilfsmaterialien wurden verschiedene ätzende Flüssigkeiten wie Salzsäure, Salpetersäure, Essigsäure, Weinessig und Königswasser verwendet. Aber auch kohlensaure Erden, Pottasche und Kolophonium kamen zur Anwendung. Zum Auflösen wurden Salze eingesetzt, zum Auflösen von Kalksteinen wurde auch Weinstein verwendet. Zum Auflösen von Eisen oder Zink benötigte man Schwefelsäure. Gold wurde durch Königswasser angegriffen. Auch gewöhnliches Kochsalz, Borax, Glasgalle, Salmiak und Salpeter wurden verwendet.

## Probenahme
Das Probenehmen war der erste Schritt beim Probieren. Je nach zu untersuchendem Material waren die Arbeitsschritte bei den Probenahmen unterschiedlich aufgebaut.

### Erzproben
Dabei kam es drauf an, dass der Probierer die Probe so aus dem vorhandenen Erzhaufen nahm, dass die Probe einen repräsentativen Querschnitt der Gesamtmenge darstellte. Bei Haufwerken mit ziemlich gleicher Zusammensetzung, z. B. Eisenerzen, wurde die Probe aus der Mitte und von mehreren Punkten des Randbereichs genommen. Schwierigkeiten ergaben sich dann, wenn das zu überprüfende Material in unterschiedlicher Zusammensetzung und Korngröße vorhanden war. Hier wurden mehrere Proben genommen, die Stücke wurden dann zerkleinert, miteinander vermischt und anschließend wurde hieraus eine Probe genommen. Für die Vorbereitung solcher Proben gab es genaue Handlungsanweisungen.

### Metallproben
Für Metalle gab es vier Methoden zur Probenahme:
- Aushiebprobe
- Bohrprobe
- Spanprobe
- Schöpfprobe

Die Aushiebprobe wurde hauptsächlich bei gegossenen Barren wie Silberbarren oder Goldbarren angewendet. Hierzu wurde zunächst die Oberfläche des zu prüfenden Barrens gereinigt. Anschließend wurde mit einem Hohlmeißel an mehreren Stellen des Barrens ein sogenannter Aushieb gemacht. Die herausgeschlagenen Stücke, der Aushieb, wurden dann auf einem polierten Amboss zu dünnen Blättchen ausgeblattet. Anschließend wurde von diesen Blättchen mit einer Schere kleine Stücke abgeschnitten und eingeschmolzen.
Bei der Bohrprobe wurde das Metallstück an mehreren Stellen mit einem Bohrer durchbohrt. Die anfallenden Bohrspäne wurden danach eingeschmolzen und das geschmolzene Metall wurde anschließend auf eine blanke Eisenplatte zu dünnen Streifen gegossen. Nach dem Erkalten wurden die Streifen in kleine Stücke geschnitten. Das Verfahren wurde für Kupfer und Blei angewendet.
Bei der Spanprobe wurde ein polierter Eisenstab in geschmolzenes Metall, meistens Kupfer, eingetaucht und die angesetzte Metallkruste wurde danach abgeschlagen und lamelliert. Diese Methode war aber für die Probennahme weniger gut geeignet.
Bei geschmolzenen Metallen wurde die Schöpfprobe angewendet. Sie wurde bei Legierungen eingesetzt und gab bei richtiger Anwendung sehr genaue Aufschlüsse über die Zusammensetzung der Gesamtmenge.

## Probenvorbereitung
Nachdem die Probe genommen war, wurde sie für die Analyse vorbereitet. Von der Erzprobe wurde zunächst ein Teil abgetrennt, diese behielt der Probierer für die weiteren Untersuchungen. Der Rest der Erzprobe wurde zunächst in eisernen Pfannen getrocknet und danach in fünf Portionen aufgeteilt, anschließend wurden sie versiegelt und verschickt. Jeweils eine Portion der Probe erhielten das Oberbergamt, der Hüttenraiter, der Gewerkenprobierer, der Hüttenmeister und der Erzlieferant.
Als weiterer Schritt wurde bei der zur weiteren Untersuchung vorliegenden Probe der Nässegehalt bestimmt. Dazu wurde ein Teil des Probengutes aus der Mitte des Gefäßes genommen und gewogen. Anschließend wurde dieser Teil getrocknet und erneut gewogen, aus der Differenz wurde der Nässegehalt der Gesamtprobe bestimmt. Danach wurde das ganze Probiergut getrocknet. Hierfür wurde das Probiergut in eine Schale gefüllt und entweder in einem Wasserbad auf 100 Grad oder in einem Luftbad auf 120 Grad erhitzt. Für mehrere Proben gab es spezielle Trockenscheiben. Nach dem Trocknen wurde das Probiergut in einem Mörser feingerieben und anschließend durch ein Messingdraht- oder Haarsieb gesiebt. Eventuell vorhandene Gusseisenteilchen wurden mit einem Magneten aus der Probiermehl entfernt. Anschließend wurden verunreinigende Substanzen in einem Sichertrog ausgeschlämmt. Bei Metallproben beschränkte sich die Vorbereitung des Probiergutes auf das Abplatten und Zerkleinern der Metallstreifen.

## Analyse der Probe
Zur genauen Untersuchung des Probiergutes standen dem Probierer zwei grundsätzliche Methoden zur Verfügung. Dies waren zum einen trockenchemische Methoden und zum anderen nasschemische Methoden. Als Schnelltest für Metallproben diente außerdem die Strichprobe für erste Ergebnisse.

### Trockenchemische Methoden
Bei den trockenchemischen Methoden wurde die zu untersuchende Probe mit Zusatzstoffen wie Alaun, Borax oder Glaspulver vermischt und anschließend in einen feuerfesten Probiertiegel gefüllt. Danach wurde das Probiergut in einem Probierofen stark erhitzt. Um die Menge der Zuschlagstoffe zu bestimmen, legte der Probierer eine kleine Prise Erz auf eine Schaufel und hielt diese ins Feuer. Anhand der Farbe des Rauches, den die Erze entwickelten, konnte der Probierer dann erkennen, welche Menge an Zuschlagstoffen zugegeben werden mussten. Die weitere Behandlung der Erze war sehr unterschiedlich und hing davon ab, welches Metall vorhanden war. Erze von Edelmetallen wurden mit Probierblei gemischt, eingeschmolzen und nach dem Schmelzen wurde das Blei durch erneute Erhitzung aus der Legierung herausgetrieben.

### Nasschemische Methoden
Bei den nasschemische Methoden wurden mineralische Säuren eingesetzt, um die beim Treibprozess erhaltenen silber- oder kupferhaltigen Legierungen noch genauer untersuchen zu können. Je nach Art der Säure wurden die Metalle unterschiedlich stark von den Säuren angegriffen. Diese Kenntnis machte sich der Probierer bei den nasschemische Methoden zunutze.

### Lötrohranalytik
Eine besondere Untersuchungsmethode ist die Lötrohruntersuchung. Bei der Analytik mit dem Lötrohr können genaue Aussagen über die Zusammensetzung einer Probe getätigt werden. Allerdings kann diese Methode nicht bei allen Proben angewendet werden. Mit der Lötrohranalytik können anhand der Flammenfärbung Rückschlüsse auf die Zusammensetzung von Bor- und Kupferverbindungen gezogen werden. Aber auch Untersuchungen auf die Schmelzbarkeit der jeweiligen Metalle lassen sich mit dieser Analysemethode durchführen. Mit der Lötrohruntersuchung lässt sich bei weniger hohen Temperaturen die Zusammensetzung anhand des Verhaltens der jeweiligen Probe bestimmen.

## Münzmetalle
Das Probieren der Münzmetalle hat in der Probierkunst einen besonders hohen Stellenwert. Die meisten Münzen wurden aus Edelmetallen wie Gold oder Silber hergestellt. Schon geringe Abweichungen im Edelmetallfeingehalt veränderten den Wert der Münze. Aus diesem Grund wurden die Münzmetalle mit besonderer Sorgfalt überprüft. Für das Probieren der sächsischen Denare, Taler und Groschen gab es spezielle Probiervorschriften. Die Münzen wurden gewogen und eingeschmolzen, anschließend die Metalle in die einzelnen Fraktionen aufgeteilt. Gold wurde mit Scheidewasser abgetrennt, Kupfer und Blei wurde mittels Erhitzen verflüchtigt.